# Кућа Ивковића
Кућа Ивковића је слободан објекат који је пре Другог светског рата изградио инжењер Љубомир Ивковић.

## Архитектура
Кућа има три улаза. Прављена је по узору на сличан објекат у Италији. Главно улазно степениште са балустрадама води у трем са масивним стубовима од опеке и са сводовима који носе дрвени кров. Изнад прозорских отвора је венац са јајастом кимом.